# 四川交通职业技术学院
四川交通职业技术学院（英語：Sichuan Vocational and Technical College of Communications，简称：川交院、川交职院），是一所位于四川省成都市的公办专科层次普通高等学校，隶属于四川省交通运输厅。

## 概述
四川交通职业技术学院前身为创办于1952年的四川省交通学校，曾五易校名，四迁校址。2001年经省政府批准升格为高等职业技术学院。2007年，学院被教育部和财政部确定为国家示范性高等职业院校立项建设单位；2010年，通过国家示范性高等职业院校建设验收。
学院设有道桥系、汽车工程系、经济管理系、计算机工程系、人文社会科学系、建筑工程系、自动化工程系、航运工程系、公共课教学部和思想政治理论课教学部等教学系部，开设了社会急需的40多个专业。